# Línea 150 (EMT Madrid)

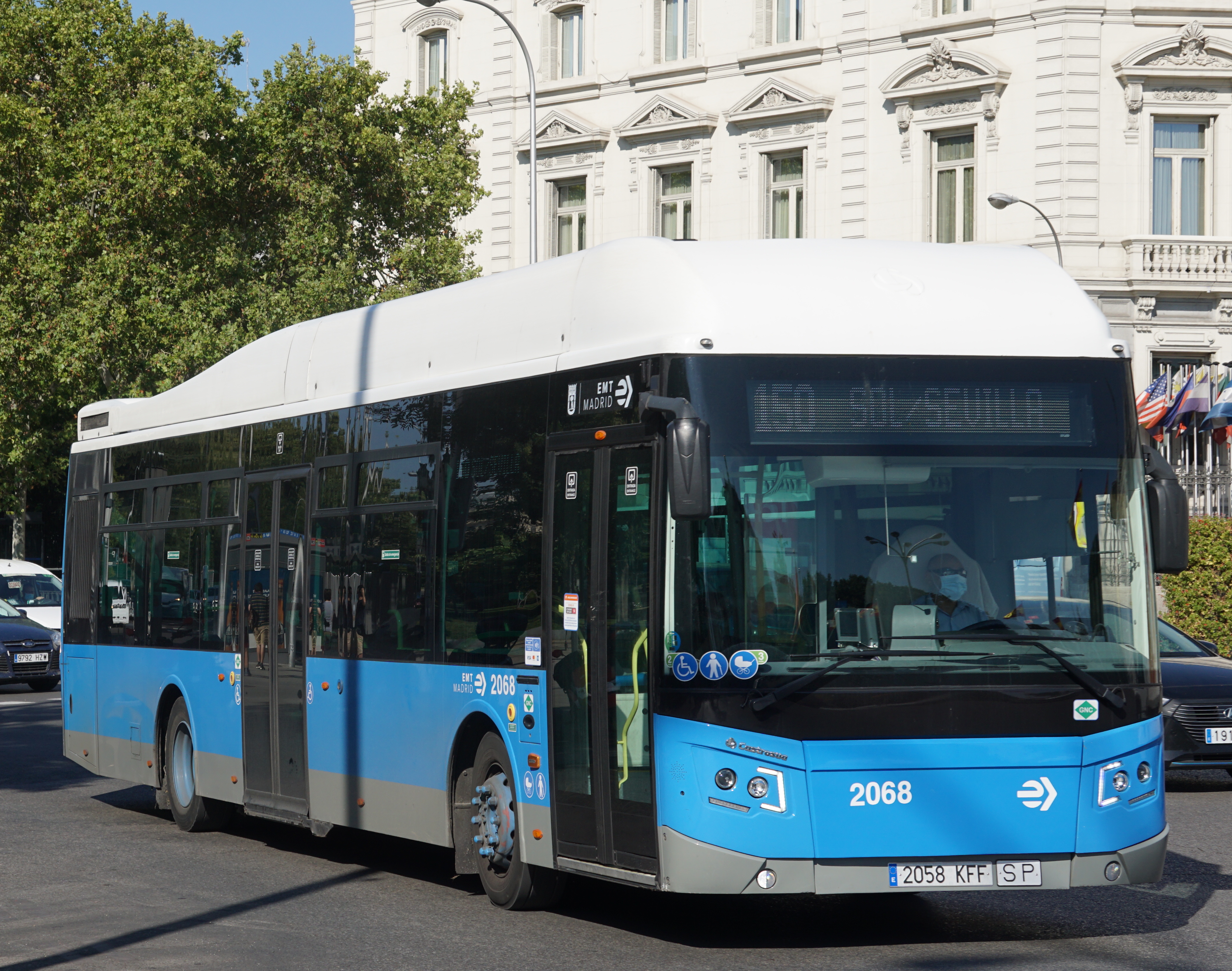
Plaza Cibeles, agosto de 2020

La línea 150 de la EMT de Madrid une Sol / Sevilla con la Colonia Virgen del Cortijo a través del eje de la Castellana.

## Características
La línea se creó el 21 de septiembre de 1989, al reordenarse las antiguas líneas de microbús M3, M4 y M12 que pasaron a denominarse 147, 148 y 150 respectivamente. Tiene circuito neutralizado dentro de la Colonia Virgen del Cortijo.
El 26 de mayo de 2014 cambió el nombre de la cabecera de «Sol» por «Sol-Sevilla».

### Frecuencias
| Lunes a viernes laborables |               |
| De 6:00 a 21:00            | 7-12 minutos  |
| De 21:00 a 23:00           | 11-18 minutos |
| Sábados laborables         |               |
| De 6:00 a 11:00            | 13-23 minutos |
| De 11:00 a 19:00           | 13-16 minutos |
| De 19:00 a 23:00           | 16-25 minutos |
| Domingos y festivos        |               |
| De 7:00 a 11:00            | 17-25 minutos |
| De 11:00 a 20:00           | 16-18 minutos |
| De 20:00 a 23:00           | 18-25 minutos |

## Recorrido y paradas

### Sentido Virgen del Cortijo
| Código | Parada                                           | Común con            | Conexiones con Metro y Cercanías | Otros |
| ------ | ------------------------------------------------ | -------------------- | -------------------------------- | ----- |
| 5907   | SOL-SEVILLA (C/ Cedaceros, 1)                    | 5                    | Sevilla                          |       |
| 5239   | Círculo de Bellas Artes                          | 5 15 20 51 53        |                                  |       |
| 72     | Cibeles-Casa de América                          | 5 14 27 37 45 53 C03 | Banco de España                  |       |
| 65     | BIblioteca Nacional                              | 5 14 27 45 53 C03    | Recoletos                        |       |
| 66     | Colón                                            | 5 14 27 45           | Colón                            |       |
| 62     | Castellana-Ministerio Interior                   | 5 14 27 45           |                                  |       |
| 60     | Castellana-Rubén Darío                           | 5 14 27 45           | Rubén Darío                      |       |
| 5333   | Emilio Castelar                                  | 14 27 45             |                                  |       |
| 56     | Gregorio Marañón                                 | 7 14 27 40 147       | Gregorio Marañón                 |       |
| 54     | Museo Ciencias Naturales                         | 7 14 27 40 147       |                                  |       |
| 52     | Nuevos Ministerios-Castellana                    | 7 14 27 40 147       | Nuevos Ministerios               |       |
| 50     | Nuevos Ministerios-Centro Comercial              | 27 40 126 147        | Nuevos Ministerios               |       |
| 47     | Azca                                             | 27 40 126 147        |                                  |       |
| 42     | Lima-Santiago Bernabéu                           | 27 40 126 147        | Santiago Bernabéu                |       |
| 44     | Santiago Bernabéu                                | 27 40 126 147        | Santiago Bernabéu                |       |
| 4709   | Rafael Salgado                                   |                      |                                  |       |
| 98     | Padre Damián-Rafael Salgado                      |                      |                                  |       |
| 100    | Padre Damián-Lázaro Galdiano                     |                      |                                  |       |
| 102    | Alberto Alcocer-Padre Damián                     |                      |                                  |       |
| 104    | Padre Damián-Pedro Muguruza                      |                      |                                  |       |
| 106    | Madre Molas                                      |                      |                                  |       |
| 108    | Fray Bernardino Sahagún                          |                      |                                  |       |
| 110    | Alfonso XIII-Paseo de La Habana                  |                      |                                  |       |
| 112    | Plaza del Perú                                   | 16 29                |                                  |       |
| 115    | Pío XII                                          | 16 29                | Pío XII                          |       |
| 117    | Pío XII-Comandante Franco                        | 16 29                |                                  |       |
| 119    | Nunciatura                                       | 16                   |                                  |       |
| 3629   | Pío XII-La Paloma                                | 16                   |                                  |       |
| 146    | Pío XII-Avenida de Burgos                        | 129                  |                                  |       |
| 145    | Bambú                                            | 129 SE833            | Bambú                            |       |
| 3594   | Avenida de Burgos-Yuca                           | 129                  |                                  |       |
| 126    | Avenida de Burgos                                | 129 SE833            |                                  |       |
| 128    | San Luis-Avenida de Burgos                       | 129                  |                                  |       |
| 130    | Condado de Treviño                               | 129 158              |                                  |       |
| 132    | Serrano Galvache                                 | 129 158              |                                  |       |
| 134    | San Luis-Arturo Soria                            | 29 125 129 158       |                                  |       |
| 136    | Arturo Soria-Cultura                             | 29 125 129           |                                  |       |
| 138    | Pinar de Chamartín                               | 125 129 158          | Pinar de Chamartín               |       |
| 140    | Arturo Soria-M11                                 | 125 129 158          |                                  |       |
| 5846   | Fuente de la Mora                                |                      | Fuente de la Mora                |       |
| 5661   | Ingeniero Herrera-Fuente de la Mora              |                      |                                  |       |
| 5404   | Metro Virgen del Cortijo                         | 174                  | Virgen del Cortijo               |       |
| 5405   | Avenida de Manoteras-Fuente de la Mora           | 174                  |                                  |       |
| 5407   | VIRGEN DEL CORTIJO (Av. Manoteras, frente Nº 34) |                      |                                  |       |

### Sentido Sol / Sevilla
| Código | Parada                                           | Común con            | Conexiones con Metro y Cercanías | Otros |
| ------ | ------------------------------------------------ | -------------------- | -------------------------------- | ----- |
| 5407   | VIRGEN DEL CORTIJO (Av. Manoteras, frente Nº 34) |                      |                                  |       |
| 5658   | Avenida de Manoteras                             |                      |                                  |       |
| 5659   | Camino Fuente de la Mora                         |                      |                                  |       |
| 3648   | Fuente de la Mora                                |                      | Fuente de la Mora                |       |
| 5660   | Ingeniero Herrera-Fuente de la Mora              |                      |                                  |       |
| 139    | Arturo Soria-M11                                 | 125 129 158          |                                  |       |
| 137    | Pinar de Chamartín                               | 125 129 158          | Pinar de Chamartín               |       |
| 135    | Arturo Soria-Cultura                             | 29 125 129           |                                  |       |
| 133    | San Luis-Arturo Soria                            | 29 129 158           |                                  |       |
| 131    | Serrano Galveche                                 | 129 158              |                                  |       |
| 129    | Condado de Treviño                               | 129 158              |                                  |       |
| 127    | San Luis-Avenida de Burgos                       | 129                  |                                  |       |
| 125    | Avenida de Burgos                                | 129 174              |                                  |       |
| 124    | Bambú-Yuca                                       | 129 174 SE833        | Bambú                            |       |
| 123    | Bambú                                            | 129 174 171          |                                  |       |
| 120    | Pío XII-La Paloma                                |                      |                                  |       |
| 118    | Nunciatura                                       | 16                   |                                  |       |
| 116    | Pío XII-Comandante Franco                        | 16 29                |                                  |       |
| 114    | Pío XII                                          | 16 29                | Pío XII                          |       |
| 535    | Plaza del Perú                                   |                      |                                  |       |
| 109    | Alfonso XIII-Paseo de La Habana                  |                      |                                  |       |
| 107    | Fray Bernardino Sahagún                          |                      |                                  |       |
| 105    | Madre Molas                                      |                      |                                  |       |
| 103    | Padre Damián-Pedro Muguruza                      |                      |                                  |       |
| 101    | Alberto Alcocer-Padre Damián                     |                      |                                  |       |
| 99     | Padre Damián-Lázaro Galdiano                     |                      |                                  |       |
| 97     | Padre Damián-Rafael Salgado                      |                      |                                  |       |
| 51173  | Padre Damián-Concha Espina                       |                      |                                  |       |
| 4179   | Lima-Santiago Bernabéu (Av. Concha Espina)       | 14 43 120            | Santiago Bernabéu                |       |
| 41     | Lima-Santiago Bernabéu (Pº Castellana, 93)       | 14 27 40 147         | Santiago Bernabéu                |       |
| 5340   | Azca                                             | 14 27 40 147         |                                  |       |
| 48     | Nuevos Ministerios-Centro Comercial              | 14 27 40 147         | Nuevos Ministerios               |       |
| 49     | Nuevos Ministerios Cercanías                     | 7 14 40 147          | Nuevos Ministerios               |       |
| 51     | Nuevos Ministerios-Castellana                    | 7 14 27 40 147       | Nuevos Ministerios               |       |
| 53     | Museo Ciencias Naturales                         | 7 14 27 40 147       |                                  |       |
| 4337   | Gregorio Marañón                                 | 14 27 45             | Gregorio Marañón                 |       |
| 57     | Emilio Castelar                                  | 5 14 27 45           |                                  |       |
| 59     | Castellana-Rubén Darío                           | 5 14 27 45           | Rubén Darío                      |       |
| 61     | Castellana-Ministerio del Interior               | 5 14 27 45           |                                  |       |
| 63     | Colón                                            | 5 14 27 45           | Colón                            |       |
| 5626   | Biblioteca Nacional                              | 5 14 27 45 53        |                                  |       |
| 68     | Recoletos                                        | 5 14 27 37 45 53 C03 | Recoletos                        |       |
| 73     | Cibeles                                          | 5 14 27 37 45 C03    | Banco de España                  |       |
| 3689   | Sevilla (solo descenso)                          | 5 15 20 53 002       | Sevilla                          |       |
| 5907   | SOL-SEVILLA (C/ Cedaceros, 1)                    | 5                    | Sevilla                          |       |

## Galería de imágenes

Mapa zonal de la estación de metro de Santiago Bernabéu con los recorridos de las líneas de autobuses, entre las que aparece el 150.